# Hukkasaari (ö i Finland, Norra Österbotten, Koillismaa, lat 65,96, long 29,64)
Hukkasaari är en ö i Finland. Den ligger i sjön Piiksiselkä och i kommunen Kuusamo i den ekonomiska regionen  Koillismaa ekonomiska region  och landskapet Norra Österbotten, i den nordöstra delen av landet, 700 km norr om huvudstaden Helsingfors. Öns area är 2 hektar och dess största längd är 240 meter i öst-västlig riktning.